# Герб Казанки
Герб Каза́нки затверджений 7 квітня 2011 року рішенням VI сесії 6 скликання Казанківської селищної ради.

## Опис
На синьому полі стилізоване зображення золотим кольором ікони Казанської Богоматері з маленьким Спасителем в золотих шатах, з золотим німбом та супроводжується по сторонам срібними вістрями списів. Під іконою навхрест покладені три списи золотом із срібними наконечниками, бічні вістрями догори, менша середня вістрям донизу. Між піками — три розкритих мішки з пшеничним зерном золотого кольору, два над одним, нижній більший.

## Значення символіки
Ікона свідчить про заснування поселення в день релігійного свята Казанської Богоматері. Саме 4 листопада 1800 р. вози з переселенцями зупинилися в долині річки Висунь, де тепер розташована Казанка.
Від ікони поселення одержало назву «Казанское», яка закріпилася до наших днів — Казанка. Ікона Казанської Богоматері є оберегом для мешканців смт. Казанка.
Два списа навхрест нагадують про військову добу в історії Казанки, коли поселення існувало як казенно-військове, з розташуванням тут із 1829 року одного з ескадронів Бузької уланської дивізії. Промені навколо ікони у вигляді наконечників від списів та три списа нагадують про заселення Казанки по військовим сотням, яких у селі було сім.
Утворення списами перекинутої вершини підкреслює характер місцевого ландшафту — низовину по річці Висунь, де оселилися перші мешканці Казанки.
Три мішки (лантухи) із зерном символізують хліборобство, яким споконвічно займалися мешканці Казанки, зібраний врожай — як вінець праці хліборобів.
Мішки з зерном також символізують Казанку як відомий у 80-ті роки XIX століття на півдні торговельний центр із продажу зернових культур.
Розкриті мішки символізують щедрість односельчан.
Синій колір втілює вірність і чесність, золотий колір — знатність і багатство. Синій колір нагадує про річку Висунь, яка протікає через селище.
Геральдичний щит півкруглої форми із закругленням внизу, який має співвідношення сторін 5:6, обрамований золотим декоративним бароковим картушем у національному українському стилі і оповитий пшеничними колосками жовтого кольору. Внизу картуша на хвилястій стрічці срібного кольору напис — Казанка.
Картуш увінчаний короною у вигляді мурованої башти з трьома бланками (зубцями) срібного кольору, що означає для Казанки статус селища міського типу.
Автор — І.Янушкевич.